# Cantonul Poncin
Cantonul Poncin este un canton din arondismentul Nantua, departamentul Ain, regiunea Rhône-Alpes, Franța.

## Comune
| Comune              | Populație (1999) | Cod poștal | Cod INSEE |
| ------------------- | ---------------- | ---------- | --------- |
| Boyeux-Saint-Jérôme | 277              | 01640      | 01056     |
| Cerdon              | 672              | 01450      | 01068     |
| Challes-la-Montagne | 200              | 01450      | 01077     |
| Jujurieux           | 1 700            | 01640      | 01199     |
| Labalme             | 135              | 01450      | 01200     |
| Mérignat            | 114              | 01450      | 01242     |
| Poncin              | 1 360            | 01450      | 01303     |
| Saint-Alban         | 133              | 01450      | 01331     |
| Saint-Jean-le-Vieux | 1 450            | 01640      | 01363     |